# جون كوغلين (لاعب كرة قدم)
جون كوغلين (بالإنجليزية: John Coughlin)‏ هو لاعب كرة قدم أمريكي، ولد في 30 ديسمبر 1972. لعب مع Minnesota Thunder ‏.